# Vol. 3: (The Subliminal Verses)
| 전문가 평가          | 전문가 평가 |
| 총 점수              | 총 점수     |
| 출처                 | 점수        |
| -------------------- | ----------- |
| 메타크리틱           | 70/100      |
| 평가 점수            |             |
| 출처                 | 점수        |
| AllMusic             | [ 4 ]       |
| Blender              | [ 5 ]       |
| Entertainment Weekly | A−          |
| NME                  | 8/10        |
| The Observer         | [ 8 ]       |
| Playlouder           | [ 9 ]       |
| Q                    | [ 10 ]      |
| Rolling Stone        | [ 11 ]      |
| Spin                 | B           |
| Sputnikmusic         | 4/5         |

《Vol. 3: (The Subliminal Verses)》는 로드러너 레코드에서 2004년 5월 25일에 발매한 미국의 헤비 메탈 밴드 슬립낫의 세 번째 스튜디오 음반이다. 보너스 디스크가 포함된 스페셜 에디션은 2005년 4월 12일에 발매되었다. 이 음반은 릭 루빈이 제작한 밴드의 유일한 음반이다. 2002년 두 번째 음반 홍보를 위해 투어를 떠난 후, 미래에 대한 추측이 시작되었다. 일부 밴드 멤버들은 이미 머더돌스, 투 마이 서프라이즈, 스톤 사워의 리폼 등의 부수적인 프로젝트에 참여한 적이 있다. 2003년, 슬립낫은 음반 작업을 위해 더 맨션으로 이사했다. 처음에는 밴드가 비생산적이었기 때문에 리드 보컬리스트 코리 테일러가 술을 많이 마셨다. 그럼에도 불구하고 밴드는 새 음반에 필요한 충분한 자료 이상을 작곡했다. 《Vol. 3》는 슬립노트 최초로 전통적인 멜로디의 노래 구조, 기타 솔로 및 어쿠스틱 악기를 통합한 것으로 알려져 있다.
이 음반은 전반적으로 긍정적인 평가를 받았다. 슬립낫은 올뮤직으로부터 "슬립낫 음반으로 만들기 위한 헌신"에 대한 찬사를 받았으며, 《Q》는 이 음반이 "승리"였다고 덧붙였다. 이 음반은 11개국에서 음반 판매량 상위 10위 안에 들었으며 미국에서는 플래티넘을 기록했다. 또한 밴드는 〈Before I Forget〉이라는 곡으로 그래미 최우수 메탈 퍼포먼스상을 수상하기도 했다. 2009년 말, 〈Before I Forget〉은 "AOL의 10년 최고의 메탈송"으로 선정되었다. 로드러너 레코드는 〈Duality〉의 뮤직 비디오를 로드러너 역사상 최고의 뮤직 비디오로 선정했다.

## 녹음
슬립낫은 2003년 로스앤젤레스의 더 맨션에서 프로듀서 릭 루빈과 함께 《Vol. 3: (The Subliminal Verses)》를 녹음했다. 다른 음악 프로젝트를 진행하는 멤버들로 인해 세 번째 음반의 가능성과 밴드의 미래에 대한 추측이 있었다. 음반이 완성된 후 밴드는 이러한 사이드 프로젝트가 "밴드를 구했고" "그들이 있던 상자에서 벗어날 수 있도록 도와줬다"고 말했다. 다시 모여 서로의 차이점을 파악하는 것이 처음에는 글쓰기 과정에 방해가 되었다. 2008년 드러머 조이 조디슨은 "3개월 동안 서로 이야기하지 않고 그냥 빌어먹을 후디니 저택에 돈을 낭비하며 앉아 있었다"고 말했다. 타악기 연주자 숀 크레이언은 "결국 우리는 똥이 일어나기를 기다리는 것에 지쳤습니다. 우리는 모여서 맥주 몇 잔을 마시며 '해피엔딩'이라는 정말 예술적이고 엉망인 노래를 작곡했습니다."
2003년 인터뷰에서 조디슨은 초기 문제에도 불구하고 음반에 충분한 자료가 작성되었다고 설명하며, 이전 음반에서 더 적은 수의 곡으로 너무 빨리 정착한 것과는 대조적으로 "똥에 안주하기보다는 고를 것이 낫다"고 덧붙였다. 밴드 멤버들은 프로듀서 루빈과 함께 작업한 경험에 대해 의견이 분분했고, 일부는 그가 많은 아티스트에게 한꺼번에 시간을 쪼개면서 슬립낫에 대한 그의 헌신을 의심했다. 리드 보컬리스트 코리 테일러는 인터뷰에서 저택에서 일하는 내내 술을 많이 마셨다고 인정하며 "일어나서 기절하는 순간까지 술을 마시곤 했다"고 말했다. 그는 "술을 마시는 동안 내가 한 모든 일이 똥처럼 들렸다"고 설명하면서 결국 음빈에 수록된 보컬 테이크 선택에 대해 얼마나 불만스러워하는지 표현했다. 이 기간 동안 타악기 연주자 크레이언은 《Voliminal: Inside the Nine》을 작업했는데, 이 영상은 음반의 제작 과정과 이후 투어를 기록한 영상이다.
테일러는 저서 《You're Making Me Hate You》의 Q&A에서 2001년 《Iowa》 투어 당시 수록곡 〈Circle〉의 첫 구절과 후렴구가 작사 및 녹음되었으며, 음반에 수록된 곡과 동일한 테이크였다고 밝혔다.

## 커버 아트
음반 커버에는 숀 크레이언이 디자인한 "구더기 마스크"가 등장한다. 마스크의 이름은 밴드가 팬들에게 붙인 이름을 참조한 것이다. 마스크는 입가에 지퍼가 달린 스티치 가죽으로 만들어졌으며, 밴드 상품의 일부로 사본을 구할 수 있다. 이 마스크는 주인공이 마스크를 착용할 때마다 밴드가 등장하는 음반의 두 번째 싱글 〈Vermilion〉의 뮤직 비디오에 등장한다.

## 곡 목록
모든 곡들은 코리 테일러, 믹 톰슨, 숀 크레이언, 크레이그 존스, 짐 루트, 크리스 펜, 폴 그레이, 조이 조디슨 그리고 시드 윌슨에 의해 작사/작곡하였다.
| #   | 제목                     | 재생 시간 |
| --- | ------------------------ | --------- |
| 1.  | 〈Prelude 3.0〉          | 3:57      |
| 2.  | 〈The Blister Exists〉   | 5:19      |
| 3.  | 〈Three Nil〉            | 4:48      |
| 4.  | 〈Duality〉              | 4:12      |
| 5.  | 〈Opium of the People〉  | 3:12      |
| 6.  | 〈Circle〉               | 4:22      |
| 7.  | 〈Welcome〉              | 3:15      |
| 8.  | 〈Vermilion〉            | 5:16      |
| 9.  | 〈Pulse of the Maggots〉 | 4:19      |
| 10. | 〈Before I Forget〉      | 4:38      |
| 11. | 〈Vermilion Pt. 2〉      | 3:44      |
| 12. | 〈The Nameless〉         | 4:28      |
| 13. | 〈The Virus of Life〉    | 5:25      |
| 14. | 〈Danger – Keep Away〉   | 3:13      |

## 인증
| 국가                                                                                         | 인증        | 판매량/출하량 |
| -------------------------------------------------------------------------------------------- | ----------- | ------------- |
| 오스트레일리아 (ARIA)                                                                        | 플래티넘    | 70,000^       |
| 캐나다 (뮤직 캐나다)                                                                         | 2× 플래티넘 | 200,000       |
| 덴마크 (IFPI Danmark)                                                                        | 플래티넘    | 20,000        |
| 독일 (BVMI)                                                                                  | 골드        | 100,000^      |
| 일본 (RIAJ)                                                                                  | 골드        | 100,000^      |
| 뉴질랜드 (RMNZ)                                                                              | 골드        | 7,500^        |
| 노르웨이 (IFPI 노르웨이)                                                                     | 골드        | 10,000*       |
| 폴란드 (ZPAV)                                                                                | 골드        | 10,000        |
| 영국 (BPI)                                                                                   | 플래티넘    | 300,000       |
| 미국 (RIAA)                                                                                  | 플래티넘    | 1,000,000^    |
| *판매량을 기반으로 한 인증 · ^출하량을 기반으로 한 인증 · 판매량+스트리밍을 기반으로 한 인증 |             |               |